# Wilhelm Friedrich Wiechowski
Wilhelm Friedrich Wiechowski (* 6. Mai 1873 in Prag; † 1. Dezember 1928 in Baden, Niederösterreich) war ein böhmischer Pharmakologe.

## Leben
Als Sohn eines Lehrerehepaares Alexander und Wilhelmine Wiechowski studierte er in Prag an der deutschen Universität Medizin und wurde 1898 promoviert. Nach seiner Habilitation in Pharmakologie in Prag 1906 wurde er 1909 zum außerordentlichen Professor berufen. Seit 1910 wirkte er am pharmakologischen Institut der Universität Wien. 1912 wurde Wiechowski ordentlicher Professor an der deutschen Karl-Ferdinands-Universität in Prag. In der Tschechoslowakei gehörte er als Abgeordneter der Deutschen Sozialdemokratischen Arbeiterpartei von 1920 bis 1925 dem Senat an.
Wiechowski wurde bekannt durch die Einführung der Knochenkohle als Medikament, klärte auf über den Purinstoffwechsel und über die Wirkung der Ernährung und der Mineralwässer auf den Mineralstoffwechsel.
Seine Frau Anna Marie Wiechowski (geborene Tausch von Glöckelsthurn; 1867–1938) war Vorsitzende der Deutschen Frauenliga für Frieden und Freiheit in Prag sowie Vorstandsmitglied der Deutschen Liga für Völkerbund und Völkerverständigung in der Tschechoslowakei. Ihr Sohn ist der Dozent für Theoretische Elektrotechnik Withold Wiechowski.